# Acords d'Alger (1975)
Els acords d'Alger o declaració d'Alger de 1975 fou un acord entre l'Iran i l'Iraq per resoldre les seves disputes i conflictes fronterers, com la delimitació al Xatt al-Arab (Arvand Rud en persa), i va servir de base per als tractats bilaterals signats el 13 de juny i el 26 de desembre de 1975. L'acord tenia l'objectiu de posar fi a les disputes entre l'Iraq i l'Iran sobre les seves fronteres a Xatt al-Arab i al Khuzestan, però el principal motiu de l'Iraq era posar fi a la rebel·lió kurda. Menys de sis anys després de signar el tractat, el 17 de setembre de 1980, l'Iraq va abolir el tractat, però en virtut del dret internacional, un estat no pot rebutjar unilateralment un tractat prèviament ratificat, i el tractat no tenia cap clàusula que preveiés l'abrogació per part d'un únic estat.

## Antecedents

### Conflicte kurd
El 1963, després de la Revolució del Ramadà, el govern liderat pel partit Baas iraquià i Ahmad Hassan al-Bakr, va llançar una campanya contra la rebel·lió kurda, que buscava la independència de l'Iraq. El govern va caure després del cop de novembre de 1963 dirigit per Abd al-Salam Aref. Les relacions entre el govern i els kurds no van arribar a cap acord final. El 1968, el partit Baas va iniciar una altra revolució, la Revolució del 17 de juliol. Les relacions entre iraquians i kurds es van tensar i les forces armades iraquianes van suprimir el moviment kurd; els rebels kurds van causar danys econòmics massius al govern iraquià. L'11 de març de 1970, es va signar un tractat entre el vicepresident del Consell de Comandament Revolucionari, Saddam Hussein, anomenat «Manifest de març» i el líder de la rebel·lió kurda, Mustafà Barzani, a Tikrit, per acabar el conflicte. El tractat establia que les milícies kurdes es fusionessin amb l'exèrcit iraquià, es tallessin els llaços entre l'Iran i els kurds i es posés fi a la rebel·lió. A canvi, el govern iraquià va prometre l'autonomia kurda, amb persones kurdes al govern iraquià. Malgrat tot, el govern va encoratjar l'arabització de les regions kurdes riques en petroli. El 1974 es van produir molts problemes entre el govern i els kurds sobre el petroli de l'Iraq. Els ministres kurds van abandonar el govern, els empleats kurds van deixar la feina i la policia i els soldats kurds van deixar l'exèrcit. El govern iraquià va exigir als kurds que implementessin el tractat, però s'hi van negar. L'11 de març de 1974, el manifest es va convertir en llei en la constitució iraquiana. Després d'això, la lluita entre l'exèrcit iraquià i les forces kurdes va continuar, amb l'Iran donant suport als kurds.

### Disputa fronterera entre Iran i Iraq
Després que el partit Baas arribés al poder, el 1968, el govern iraquià va exigir el control total sobre el Xatt al-Arab. El 19 d'abril de 1969, l'Iran va abolir l'acord de 1937, que es va signar entre l'Iraq i l'Iran per resoldre els problemes fronterers, argumentant que l'Iraq provocava els vaixells iranians que navegaven pel Xatt al-Arab. L'abril del 1969, els dos exèrcits es van desplegar a la riba del golf Pèrsic. Després que l'Iran prengués el control de quatre illes al golf Pèrsic, Bagdad va haver d'enfrontar-se a molts problemes diplomàtics amb Teheran. L'Iraq va fer una crida als àrabs del Khuzestan per iniciar una revolta contra el xa, Mohammad Reza Pahlavi. L'Iraq també va expulsar tots els iranians d'Iraq. L'Iran va donar suport als kurds en la guerra kurdoiraquiana amb equipament militar i els va finançar amb diners. Mustafà Barzani es va reunir amb representants del govern nord-americà per donar suport als kurds en secret, de manera que la posició iraquiana no va ser òptima, sobretot després de l'esclat de la guerra del Yom Kippur. L'Iraq volia assolir un nou acord diplomàtic amb l'Iran, tement que l'Iran els podia atacar des de l'est, mentre que la majoria de les forces armades iraquianes estaven lluitant al front de Síria a la guerra del Yom Kippur.

## Negociacions

Saddam Hussein i el xa Mohammad Reza Pahlavi

El 1973, l'Iraq va començar a negociar amb l'Iran, amb l'esperança que cessés el seu suport als rebels kurds. A finals d'abril, es va celebrar una reunió a Ginebra entre els ministres d'afers exteriors dels dos estats. Els representants iraquians van insistir a reactivar el tractat de 1937, que dona la major part del Xatt al-Arab a l'Iraq, però els representants iranians s'hi negaren. Després que les discussions no tinguessin èxit, es van celebrar reunions entre representants d'ambdós estats. Mohammed Reza Pahlavi va decidir no mostrar cap flexibilitat, decidit a controlar exactament la meitat del Xatt al-Arab. Després de les converses sobre el Xatt al-Arab, l'Iraq va passar a discutir la finalització del suport iraní als kurds.
Al maig de 1974, l'Iraq i l'Iran van iniciar un comitè per marcar la frontera de Xatt al-Arab. A la cimera de la Lliga Àrab de 1974, van assistir representants del govern de l'Iran per parlar amb representants iraquians, amb la mediació del rei de Jordània Hussein I. Les converses van continuar esporàdicament entre els dos països, perquè l'Iraq es resistia a renunciar a les seves demandes territorials. L'Iran va augmentar el seu suport als kurds, fet que va portar a l'exèrcit iraquià a replegar-se. Saddam Hussein i Mohammed Reza Pahlavi van assistir a la cimera de l'OPEP el 6 de març de 1975 a Alger, on van arribar a un acord i el van signar amb la mediació d'Houari Boumédiène.
L'acord era important per a l'Iraq per poder posar fi a la guerra kurda i per posar fi a la violència a prop de Xatt al-Arab amb l'Iran. També va ser favorable per a l'Iran, perquè l'exèrcit iraquià havia pres el control de moltes zones kurdes iranianes l'estiu de 1974, i els rebels kurds no havien aconseguit recuperar-les. A més, Mohammed Reza Pahlavi no volia que l'exèrcit iranià s'impliqués massa en cap enfrontament, per evitar una guerra a gran escala amb l'Iraq.

## Contingut de l'acord

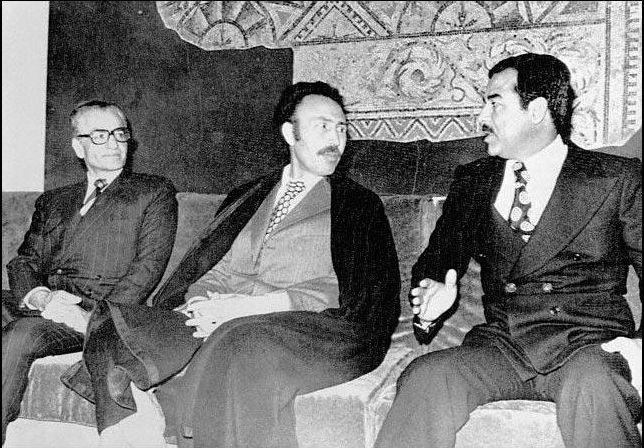
D'esquerra a dreta: Mohammad Reza Pahlavi, Houari Boumédiène i Saddam Hussein

Els acords d'Alger van determinar que la frontera entre l'Iraq i l'Iran a Xatt al-Arab seria la línia divisòria de màxima profunditat (tàlveg). La frontera es determinaria d'acord amb el tractat de Constantinoble (1913). Els dos països «es comprometran a mantenir una supervisió estreta i eficaç sobre la seva frontera comuna per posar fi a intrusions de naturalesa insidiosa de totes les fonts possibles». L'Iran acceptava la possibilitat d'aturar el seu suport als kurds. Els dos estats van acordar tornar a una política de bon veïnatge.
El 15 de març de 1975, els ministres d'afers exteriors iraquians i iranians es van reunir amb els representants algerians per establir un comitè mixt i delimitar les noves fronteres. El 17 de març, els dos ministres d'afers exteriors van signar el protocol entre els dos estats, amb el qual es comprometien a emprendre la feina per a la delimitació fronterera. El 13 de juny de 1975, els ministres d'afers exteriors iranians van signar un altre tractat a Bagdad. Aquest incloïa moltes parts sobre conflictes entre els dos estats i la ratificació de les fronteres i possibles canvis.

## Resultats
L'Iraq i l'Iran van constituir una comissió mixta per marcar la frontera entre els dos països i van establir seus a tota la frontera. La comissió va acabar de delimitar la frontera el 26 de desembre de 1975 amb la signatura d'una declaració conjunta d'intencions. L'Iran va treure tots els seus soldats de l'Iraq i va segellar les fronteres, després d'aturar el suport als kurds, sense cap declaració prèvia. L'Iran també va demanar a l'CIA i al Mossad que acabessin amb el suport militar als rebels kurds. L'opinio internacional assumia que, després de la fi del suport internacional, el govern iraquià negociaria amb els kurds, però el vicepresident del Consell de Comandament Revolucionari, Saddam Hussein, va llançar una campanya agressiva contra els rebels. Mohammed Reza Pahlavi va intervenir i va aconseguir establir el cessament del foc, però el primer d'abril, el govern va tornar a iniciar la campanya. Després de molts enfrontaments, les forces armades iraquianes van derrotar finalment els rebels i van posar fi a la rebel·lió. Més de 100.000 refugiats kurds van fugir cap a Iran i Turquia amb el seu líder, Mustafà Barzani, per tornar amb una altra rebel·lió molt més violenta el 1978.

## Situació posterior
L'Iraq va declarar nul els acords d'Alger el 17 de setembre de 1980, fet que va dur a la guerra més llarga a la regió de tot el segle xx, la guerra Iran-Iraq. La guerra va durar 8 anys fins que la Resolució 619 del Consell de Seguretat de les Nacions Unides va posar fi a la guerra i va obligar les dues parts a acceptar novament els acords d'Alger de 1975.